# Кириця Йосип Гнатович
Йо́сип Гна́тович Кириця (26 грудня 1893, село Попівка, Липовецький повіт, Подільська губернія, Російська імперія — 1924, Польща) — підполковник Дієвої Армії УНР.

## Біографія
Народився у селі Попівка Липовецького повіту, Подільської губернії.
Вступив на військову службу у 1915 році. Під час Першої світової війни втратив ліву руку. Останнє звання у російській армії — штабс-капітан.
В українській армії з 1919 року. У 1920 році — командир 7-го запасного куреня 6-ї запасної бригади Армії УНР, командир сотні у 2-й бригаді 1-ї кулеметної дивізії (сотник). Станом на 1 жовтня 1922 року — приділений до штабу 5-ї Херсонської стрілецької дивізії Армії УНР.
Помер у Польщі. Похований на українському військовому цвинтарі у Щипйорно.